# Hôpital Goüin
Pour les articles homonymes, voir Gouin.
L’hôpital Goüin est un établissement de santé privé à but non lucratif situé à Clichy, commune du département des Hauts-de-Seine au nord-ouest de Paris.
Il a été fondé en 1897 et participe à l’exécution du service hospitalier depuis 1977. Spécialisé en soins de suite et de réadaptation en hépato-gastro-entérologie et alcoologie, il dispose de 94 lits répartis en quatre unités.

## Histoire

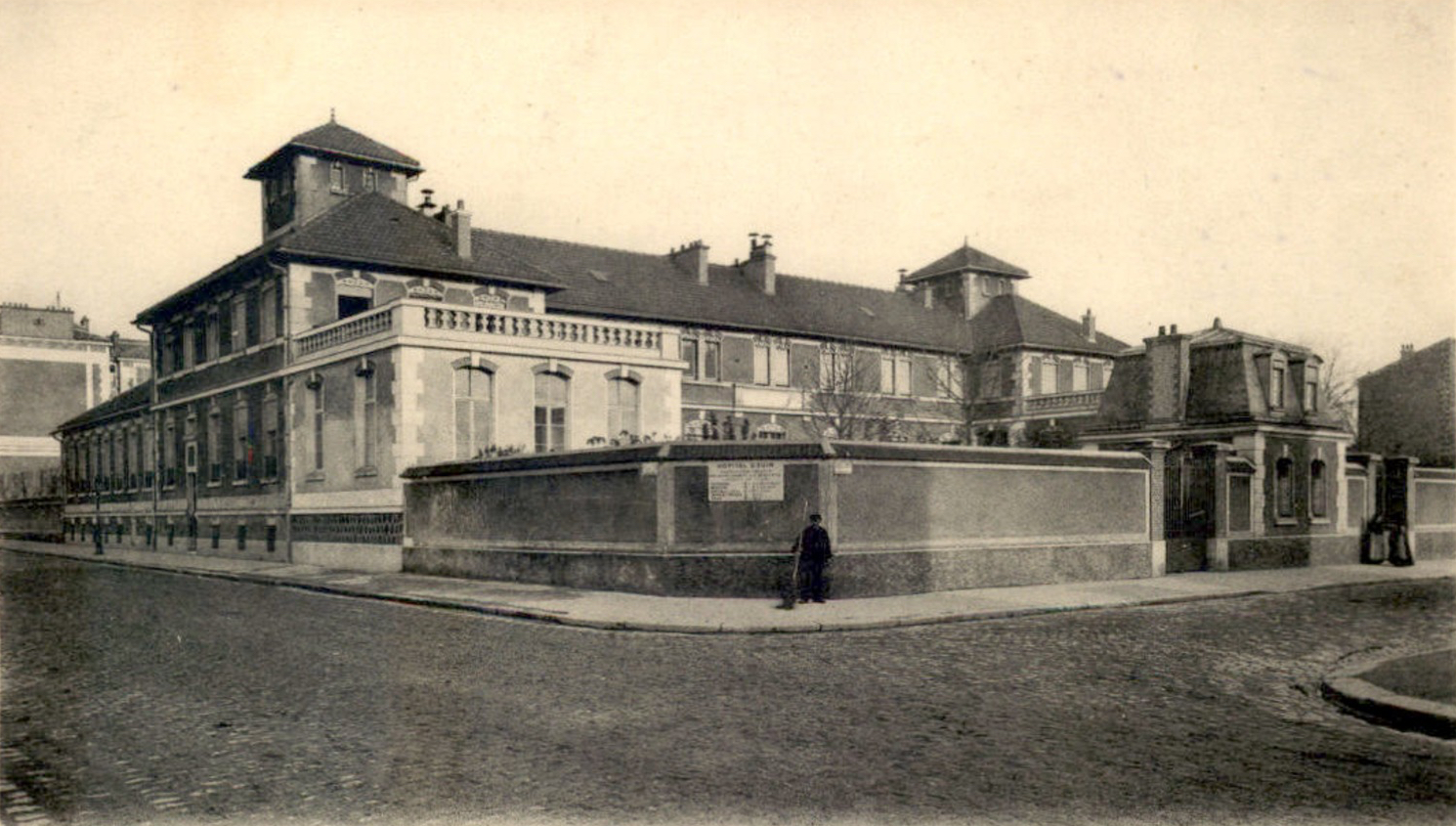
Photographie ancienne de l'hôpital Goüin.

L’hôpital-dispensaire a été fondé le 1er mars 1897 par l’industriel Jules Goüin (« Fondation Jules-Goüin »), président de la Société de construction des Batignolles et fils d’Ernest Goüin, souhaitant ainsi faire œuvre de bienfaisance. Tenu, à la demande expresse de Jules Goüin et de son épouse, Marie-Thérèse Singer, par des religieuses, les Sœurs de Saint-Joseph de Cluny, il était à l'origine destiné aux familles ouvrières travaillant dans les usines des Batignolles, mais Jules Goüin décida finalement d’y accueillir tous les Clichois. C'est la Société philanthropique qui fut choisie pour en assurer la gestion.
Durant la Première Guerre mondiale, l'hôpital est affecté comme hôpital auxiliaire no 8 de la Société de secours aux blessés militaires, avec pour administrateur Édouard Goüin et pour chirurgien-chef le Dr René Bonamy. Mmes Gaston et Édouard Goüin y servent alors en tant qu'infirmières.
Il participe à l’exécution du service hospitalier depuis 1977.
Le centre municipal de santé Marc-Chagall est intégré à l'hôpital Goüin en 2019.

## Les deux immeubles
La construction est due à Wilbrod Chabrol, architecte des bâtiments civils et palais nationaux, beau-frère de Jules Goüin. Des habitations sociales jouxtant l’hôpital sont terminées en 1895 et comptent 76 logements. Le complexe est inscrit à l’Inventaire général du patrimoine culturel depuis 1995.
L’hôpital est agrandi en 1927 puis en 1975.

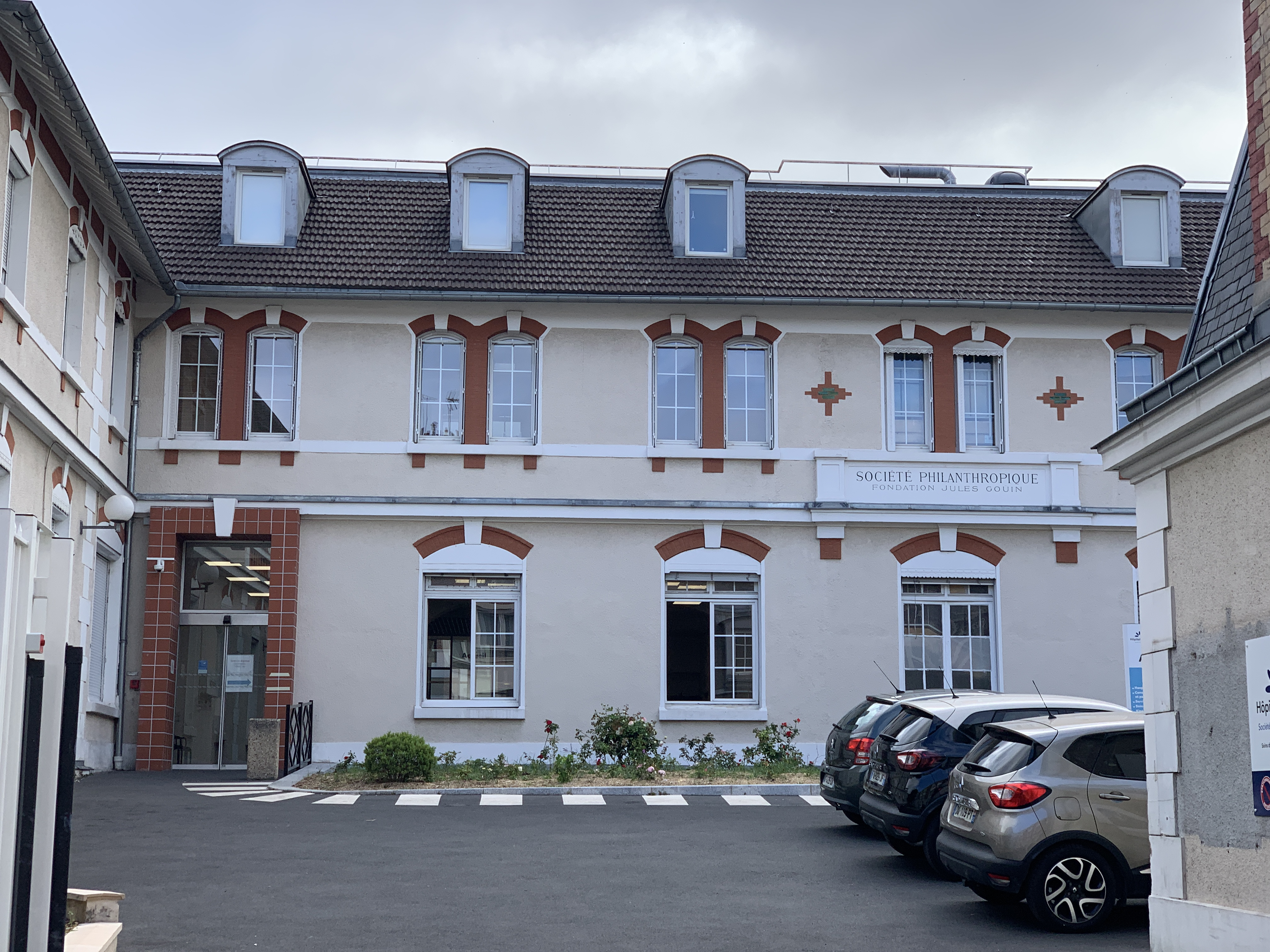
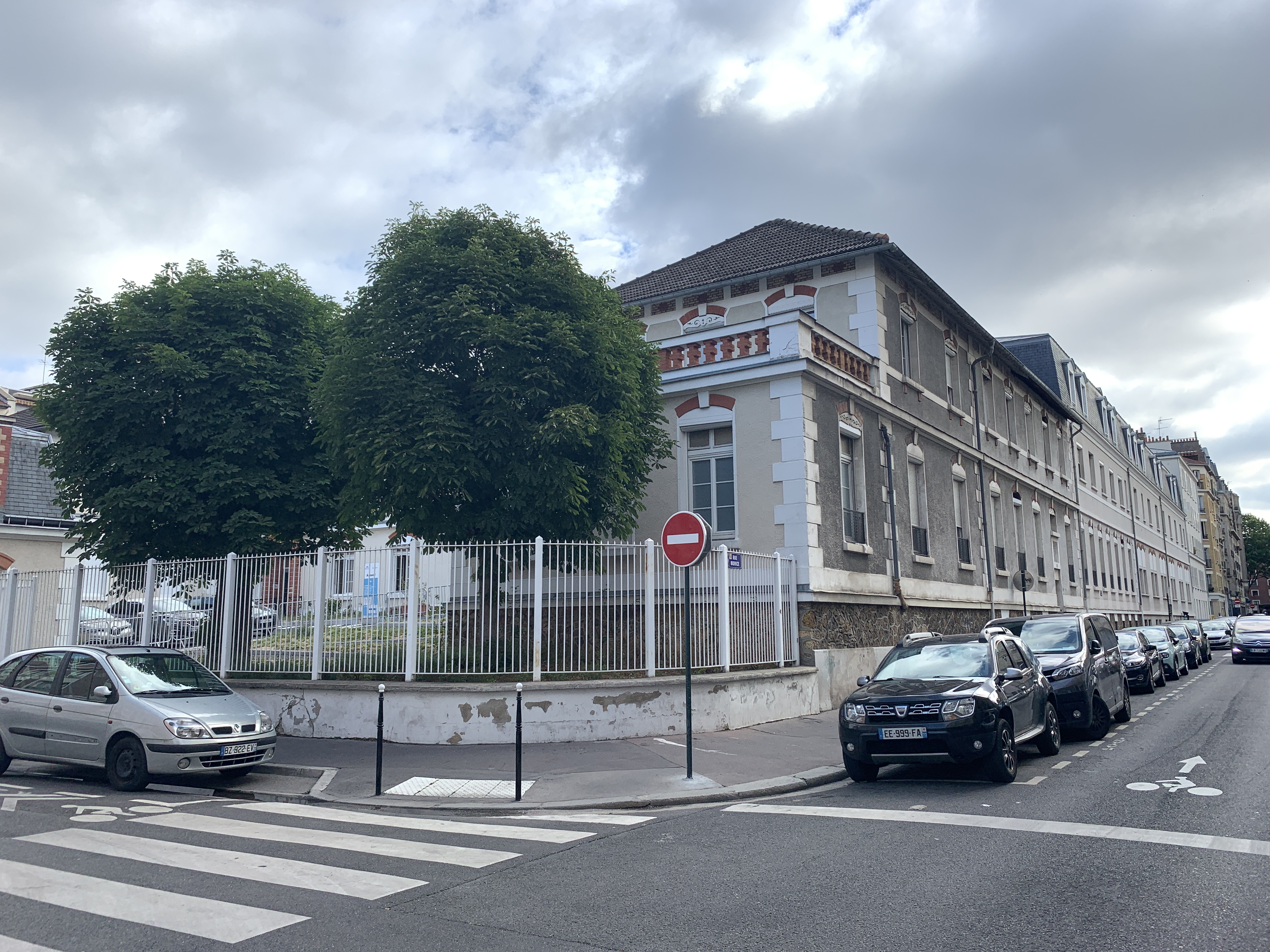

## Pour approfondir